# Chris Garver
Chris Garver (ur. 11 września 1970 w Pittsburghu) – amerykański artysta znany głównie z programu telewizyjnego Miami Ink – studio tatuażu, w którym jest jednym z tatuażystów.
Najmłodszy spośród trzech braci. W wieku 17 lat sprzedał swoją gitarę basową w celu zakupu sprzętu do tatuażu i wykonał swój pierwszy rysunek na skórze. W wieku 20 lat przeprowadził się do Nowego Jorku, gdzie zaczął pracować w pełni jako zawodowy tatuażysta.
W międzyczasie podróżował po Azji obu Amerykach i Europie. Przez pewien czas mieszkał w Japonii, gdzie był wytatuowany przez japońskich artystów Irezumi: Horiyoshi III, Horitomo i Horitoshi.